# Liphistius schwendingeri
Liphistius schwendingeri ONO, 1988 è un ragno appartenente al genere Liphistius della Famiglia Liphistiidae.
Il nome del genere deriva dalla radice prefissoide greca λίπ-, lip-, abbreviazione di λιπαρός, liparòs, cioè unto, grasso, e dal sostantivo greco ἱστίον, istìon, cioè telo, velo, ad indicare la struttura della tela che costruisce intorno al cunicolo.
Il nome proprio è in onore dell'aracnologo Peter J. Schwendinger, specialista di questo genere dell'Università di Innsbruck e autore di molte spedizioni nel sudest asiatico alla ricerca di esemplari.

## Caratteristiche
Ragno primitivo appartenente al sottordine Mesothelae: non possiede ghiandole velenifere, ma i suoi cheliceri possono infliggere morsi piuttosto dolorosi.
Questa specie può a buon diritto ritenersi peculiare e unica per la forma dei suoi genitali femminili che, al presente, sono considerati un unicum nell'ambito di tutto il genere Liphistius.

### Femmine
Le femmine misurano di bodylenght (lunghezza del corpo escluse le zampe) 14,2 millimetri; il cefalotorace misura 6,34 x 5,44 millimetri e l'opistosoma, di forma globulare, 7 x 5,55 mm. Lo sterno è più lungo che largo: 3,11 x 1,67 mm. La lunghezza totale dei pedipalpi è di 10,67 mm. I tubercoli oculari sono leggermente più larghi che lunghi, il loro rapporto è 0,81. I cheliceri hanno 13 denti sul margine anteriore delle zanne, 12 sul margine destro. Nei genitali femminili il poreplate (area dei genitali femminili interni coperta da una zona priva di pori) è poco sviluppato anterodorsalmente, molto più largo che lungo, arcuato, con due lobi anteriori; la spermateca è racemosa, e alquanto ampia.

### Colorazioni
Il cefalotorace è di colore bruno giallognolo chiaro con strisce marroni, i tubercoli oculari sono neri. I cheliceri sono di colore bianco giallognoli prossimalmente, bruno giallognoli distalmente; le coxae dei pedipalpi, lo sterno, parte delle zampe e il labium sono bruno giallognolo chiaro, anulazioni bruno-nerastre sono presenti sui femori, sulle tibie e sui metatarsi. L'opistosoma è di colore beige con scleriti dorsali di colore bruno grigiastro chiazzate di marrone, e gli scleriti ventrali e le filiere sono invece di colore bruno giallognolo.

## Habitat e coabitazione
Gli esemplari di questo ragno sono stati trovati in coabitazione con L. bicoloripes in un ruscello all'interno di una foresta. L'areale simpatrico è un fenomeno che è stato riscontrato, nell'ambito di questo genere, anche sull'isola di Penang, dove coesistono L. desultor e L. murphyorum.

## Distribuzione
L'olotipo di questa specie è stato rinvenuto a Khlong Nakha, località nei pressi di Ranong, città della Thailandia meridionale peninsulare.